# Acanthocalycium leucanthum
Acanthocalycium leucanthum ist eine Pflanzenart aus der Gattung Acanthocalycium in der Familie der Kakteengewächse (Cactaceae). Das Artepitheton leucantha leitet sich von den griechischen Worten leukos für ‚weiß‘ sowie anthos für ‚Blüte‘ ab und verweist auf die Blütenfarbe der Art.

## Beschreibung
Acanthocalycium leucanthum wächst in der Regel einzeln, bildet allerdings gelegentlich auch kleine Gruppen. Die kugelförmigen bis kurz zylindrischen, graugrünen Triebe erreichen bei Durchmessern von 12 Zentimetern Wuchshöhen von bis zu 35 Zentimeter (selten bis zu 80 Zentimeter). Es sind zwölf bis 14 stumpfe Rippen vorhanden, die leicht gekerbt sind. Die auf ihnen befindlichen länglichen Areolen sind gelblich weiß und stehen 1 bis 1,5 Zentimeter voneinander entfernt. Der einzelne dickliche, braune Mitteldorn ist aufwärts gebogen und 5 bis 10 Zentimeter lang. Die acht bis zehn gelblich braunen Randdornen sind gebogen und etwas verdreht. Sie weisen eine Länge von bis zu 2,5 Zentimeter auf.
Die lang trichterförmigen, weißen, gelegentlich etwas rosa überhauchten Blüten erscheinen an den oberen Triebteilen und öffnen sich in der Nacht. Sie sind bis zu 20 Zentimeter lang. Die kugelförmigen bis länglichen, fleischigen Früchte sind grünlich rot bis tiefrot.

## Verbreitung, Systematik und Gefährdung
Acanthocalycium leucanthum ist in Nordwest- bis Zentral-Argentinien von Meereshöhe bis in Höhen von 1000 Meter weit verbreitet.
Die Erstbeschreibung als Echinocactus leucanthus durch Joseph zu Salm-Reifferscheidt-Dyck wurde 1834 veröffentlicht. Boris O. Schlumpberger stellte die Art 2012 in die Gattung Acanthocalycium. Weitere nomenklatorische Synonyme sind Cereus leucanthus (Gillies ex Salm-Dyck) Pfeiff. (1837) und Echinopsis leucantha (Gillies ex Salm-Dyck) Walp. (1843).
In der Roten Liste gefährdeter Arten der IUCN wird die Art als „Least Concern (LC)“, d. h. als nicht gefährdet geführt.

## Nachweise